# Le Retour de Cordelia
Le Retour de Cordelia est le 12e épisode de la saison 5 de la série télévisée Angel et le 100e épisode de la série.

## Résumé
Alors qu'Angel veut abandonner Wolfram & Hart, Cordelia se réveille du coma dans lequel elle était plongée depuis que Jasmine était venue au monde. Cordelia, retrouve avec plaisir ses amis mais n'arrive pas à bien comprendre les raisons qui leur ont fait accepter la direction du cabinet d'avocats. Pendant ce temps, Spike poursuit sa rééducation des mains et reçoit la visite de Lindsey McDonald qui se fait toujours passer pour Doyle et lui confie la nouvelle soi-disant vision qu'il a eue. Cordelia, de son côté, prévient Angel qu'il est en danger et que ce sont des visions la prévenant de ce danger qui l'ont réveillée. Elle a rêvé de tatouages dont Wesley identifie les symboles comme des protections contre la localisation magique et technologique. 
Alors que Lindsey s'infiltre, grâce à ses tatouages, dans les sous-sols de Wolfram & Hart, Spike mord Cordelia car Lindsey lui a dit qu'elle était maléfique. Mais, Spike étant devenu méfiant envers lui, le vampire s'aperçoit vite (en goûtant un peu de son sang) que ce n'est pas le cas. Spike fait la description de son contact à Angel et celui-ci reconnaît Lindsey. Angel fait interroger Eve, qu'il soupçonne être la complice de Lindsey, par Harmony et Eve avoue que Lindsey cherche à activer un dispositif placé dans les sous-sols de Wolfram & Hart par les Associés Principaux et spécialement conçu pour détruire Angel au cas où ce dernier les « trahirait ». Pendant que Wesley et Fred commencent un rituel pour effacer les tatouages de Lindsey, Angel et Cordelia descendent dans les sous-sols. Angel et Lindsey commencent à se battre alors que Cordelia réussit à neutraliser le dispositif activé par Lindsey. Les tatouages de ce dernier s'effacent peu après grâce au sortilège de Fred et Wesley et il est aussitôt localisé par les Associés Principaux et aspiré à l'intérieur d'un portail démoniaque. 
Plus tard, alors qu'Angel et Cordelia discutent, Cordelia lui avoue que son retour est une faveur des puissances supérieures et n'est que temporaire. Elle embrasse passionnément Angel mais c'est alors que le téléphone sonne et Angel est averti par l'hôpital du décès de Cordelia qui, quand il se retourne, a disparu du bureau.

## Production
David Fury explique que ce 100e épisode de la série devait avoir à l'origine Buffy comme invitée spéciale mais Sarah Michelle Gellar était indisponible au moment du tournage. Le rôle de la personne rappelant à Angel le sens de sa mission est donc revenu à Charisma Carpenter qui a retrouvé pour l'occasion son personnage de Cordelia Chase. Fury note que ce changement s'est avéré être une bénédiction en raison de l'interprétation « fantastique » de Carpenter et que l'épisode est un « bel adieu » à son personnage.
La scène de combat entre Angel et Lindsey McDonald dans les sous-sols de Wolfram & Hart a été filmée en trois jours et a été écrite par Steven S. DeKnight, que Fury considère comme le meilleur de l'équipe de scénaristes de la série pour écrire des scènes d'action. Fury a décidé que ce combat devait se faire à l'épée quand Christian Kane lui a dit qu'il s'était entraîné au maniement de cette arme pour le tournage du film Le Secret des frères McCann. La dernière scène entre Angel et Cordelia a quant à elle été écrite en grande partie par Joss Whedon.